# Alive 1997
Alive 1997 è un album live dei Daft Punk registrato nel 1997 e pubblicato nel 2001. L'album contiene un estratto di un'esibizione di 45 minuti e 30 secondi al Que Club di Birmingham nel 1997 durante il Daftendirektour.
Inizialmente è stato pubblicato tramite il servizio online Daft Club con il nome Daft Live. Sia la versione CD che quella LP dell'album erano dotate di un foglio di adesivi.

## Storia
È noto che la registrazione che i Daft Punk hanno pubblicato ufficialmente non è completa e non è nemmeno la metà dello spettacolo vero e proprio. Il motivo per cui la traccia completa non venne mai pubblicata è per evitare problemi di copyright, dato che durante l'esibizione non vennero suonati solo brani originali dei Daft punk ma anche rivisitazioni di classici dell'epoca. Per questo tour, i Daft Punk hanno utilizzato la loro attrezzatura da home studio per il palco dal vivo. Come ha affermato Thomas Bangalter del duo, tutto era sincronizzato, le drum machine, le linee di basso. Il sequencer inviava semplicemente i tempi e controllava i beat e le battute. In questo modo, potevano decidere come e quando suonare i campioni.
Il 22 febbraio 2022 i Daft Punk hanno trasmesso in live streaming su Twitch per una sola volta il video completo della loro esibizione al Mayan Theatre, molto simile a quella del Que Club, per celebrare il 25° anniversario del loro album di debutto Homework. Il filmato è stato successivamente caricato anni dopo da diversi utenti su Internet Archive e Youtube.

## Descrizione
Alive 1997 presenta in modo prominente elementi di Daftendirekt, Da Funk, Rollin' & Scratchin' e Alive dal loro album Homework. Ci sono anche elementi prominenti del remix di Da Funk di Armand Van Helden Ten Minutes of Funk. L'esibizione dal vivo contiene anche elementi di quello che sarebbe poi diventato il brano Short Circuit presente in Discovery. Le versioni live dei brani sono radicalmente diverse dalle originali, l'arrangiamento e la velocità di esse sono infatti distinti e posseggono sfumature molto più techno e acid. Nella parte centrale dell'album si possono ascoltare dei brani inediti, noti come WDPK PT. 1 e WDPK PT. 2. WDPK PT.1 ai tempi della pubblicazione, venne scambiata dai fan per una versione live di Revolution 909, mentre WDPK PT. 2 venne campionata dai RETRO/GRADE nel 2010 nel brano Pulsar. Durante l'esibizione vengono utilizzati suoni provenienti dalle librerie di sample Zero-G Datafile e campioni dal brano Never Seen Before degli EPMD.

## Tracce
Alive 1997 non ha tracce singole; l'album è un singolo brano lungo 45 minuti. Rare cassette promozionali britanniche e giapponesi, note semplicemente come Alive, dividono l'album in cinque tracce, sebbene l'album fosse ancora su una traccia.
Elenco delle tracce sulle cassette:
1. WDPK PT. 1 (1:40)
2. Da Funk (16:20)
3. Rollin' & Scratchin' (11:10)
4. WDPK PT. 2 (10:20)
5. Alive (6:00)

Elenco delle tracce secondo il video ufficiale su youtube:
1. Da Funk / Daftendirekt
2. Ten Minutes of Funk
3. Rollin' & Scratchin'
4. WDPK PT. 1
5. WDPK PT. 2
6. Alive

Elenco delle tracce secondo il disco:
1. Alive 1997 (45:30)

Elenco delle tracce dell'esibizione completa:
1. Musique
2. Revolution 909
3. Fresh
4. Short Circuit
5. Da Funk
6. Ten Minutes of Funk
7. Rollin' & Scratchin'
8. WDPK PT. 1
9. WDPK PT. 2
10. Alive
11. Can Yo Feel It? (CLS cover)
12. Burnin'
13. Disco Erotica (DJ Sneak cover)
14. French Kiss (Lil Louis cover) (Non confermata)
15. Around The World / The Chase (Giorgio Moroder Cover)
16. Teachers / Rock n'Roll / You Can't Hide From Your Bud (Dj Sneak Cover)

## Riferimenti
1. https://web.archive.org/web/20021201095647/http://www.daftclub.com/musique.php
2. https://www.discogs.com/Daft-Punk-Alive/release/5986676
3. https://www.discogs.com/Daft-Punk-Alive/release/7644523
4. https://daftpunk.fandom.com/wiki/Daftendirektour#:~:text=Gomez%2C%20Finley.-,List%20of%20Live%20Sets,-(Fan%20site).
5. https://daftpunk.fandom.com/wiki/Daftendirektour
6. https://www.discogs.com/master/1008593-RetroGrade-Moda-Pulsar
7. https://www.whosampled.com/sample/78102/Daft-Punk-Alive-1997-(Part-3)-EPMD-Never-Seen-Before/